# Bankovka

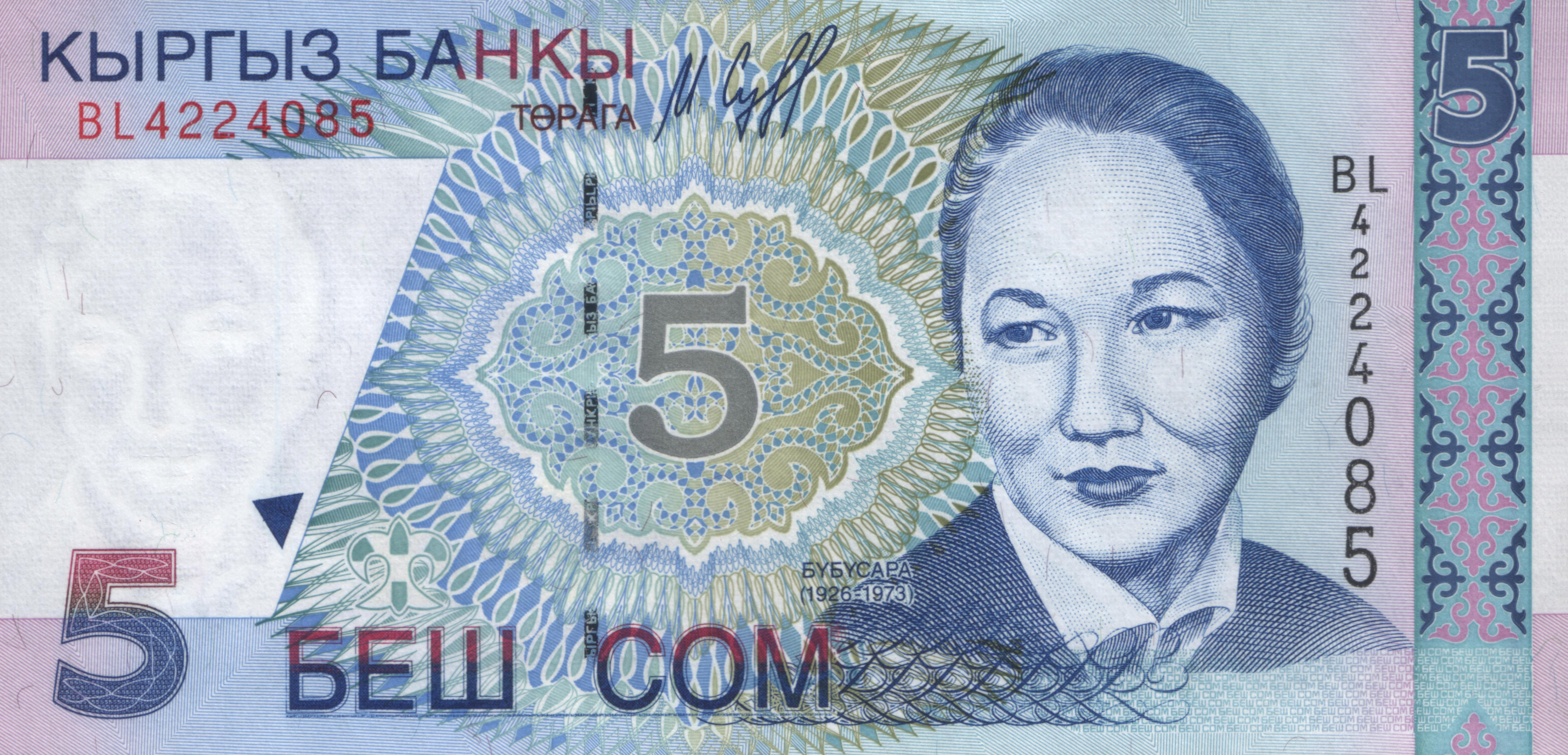
Novodobá kyrgyzská bankovka

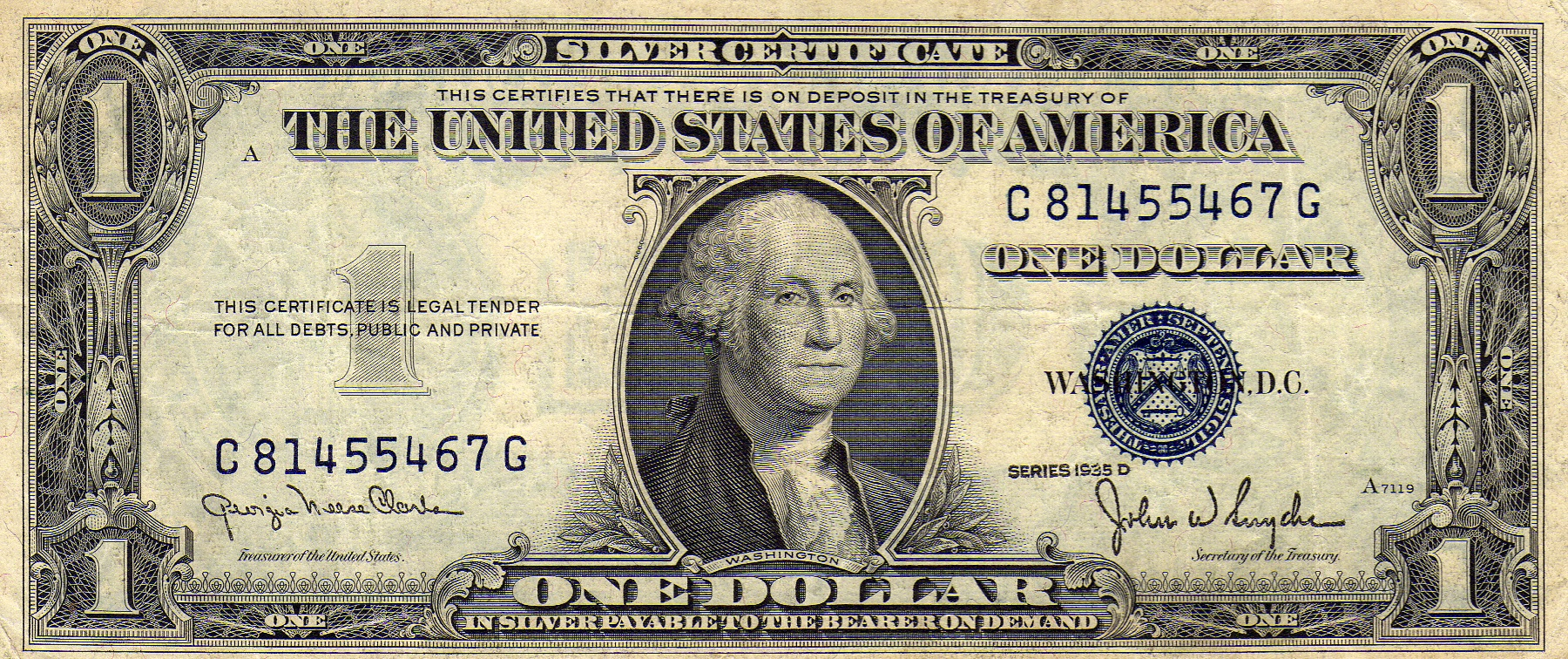
Dolarová bankovka v hodnotě 1$, emise z roku 1935. Pečeť modré barvy a stříbrná číslice 1 symbolizuje tzv. „Silver Certificate“

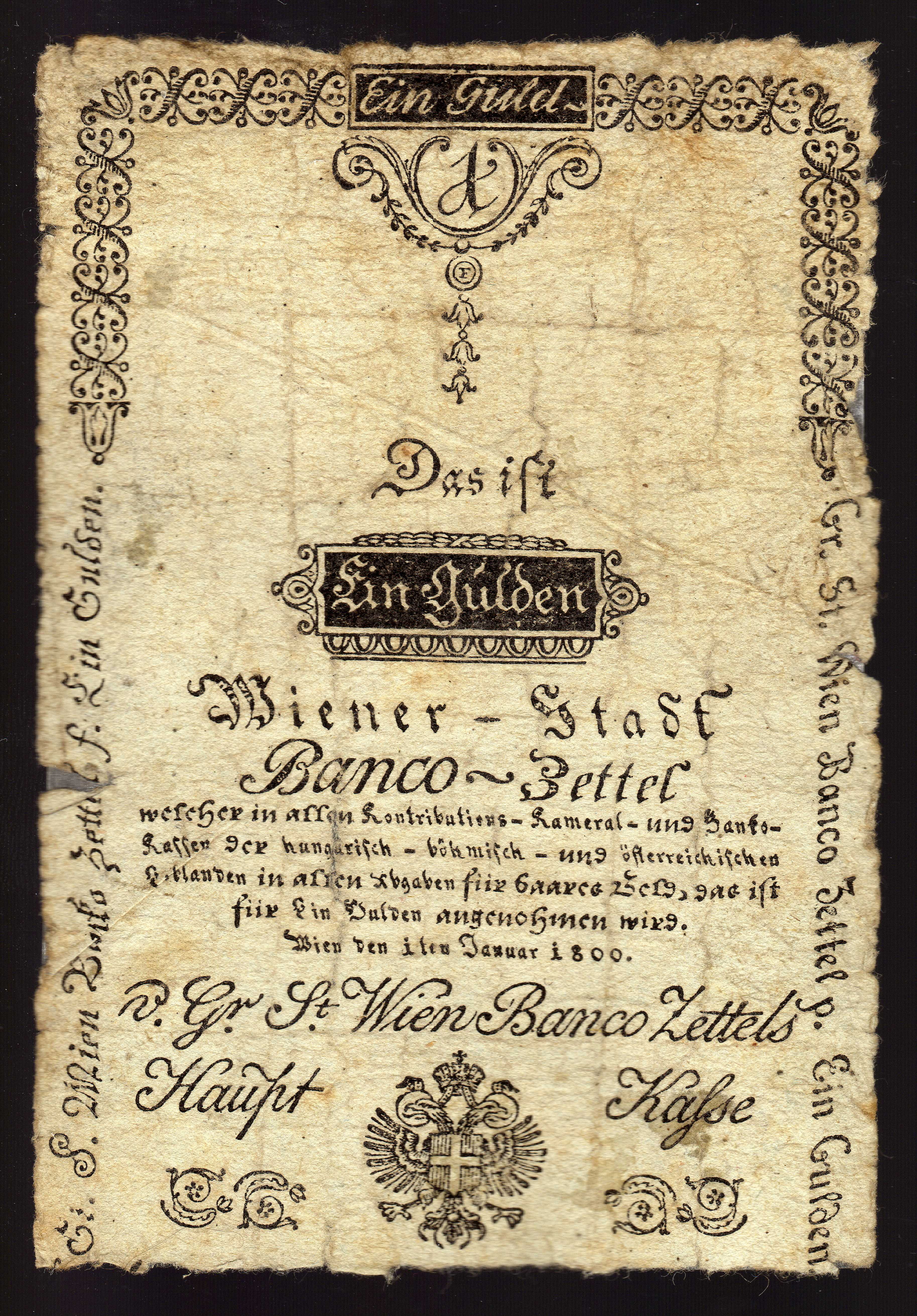
Jednozlatníková bankovka první emise z 1. ledna 1800

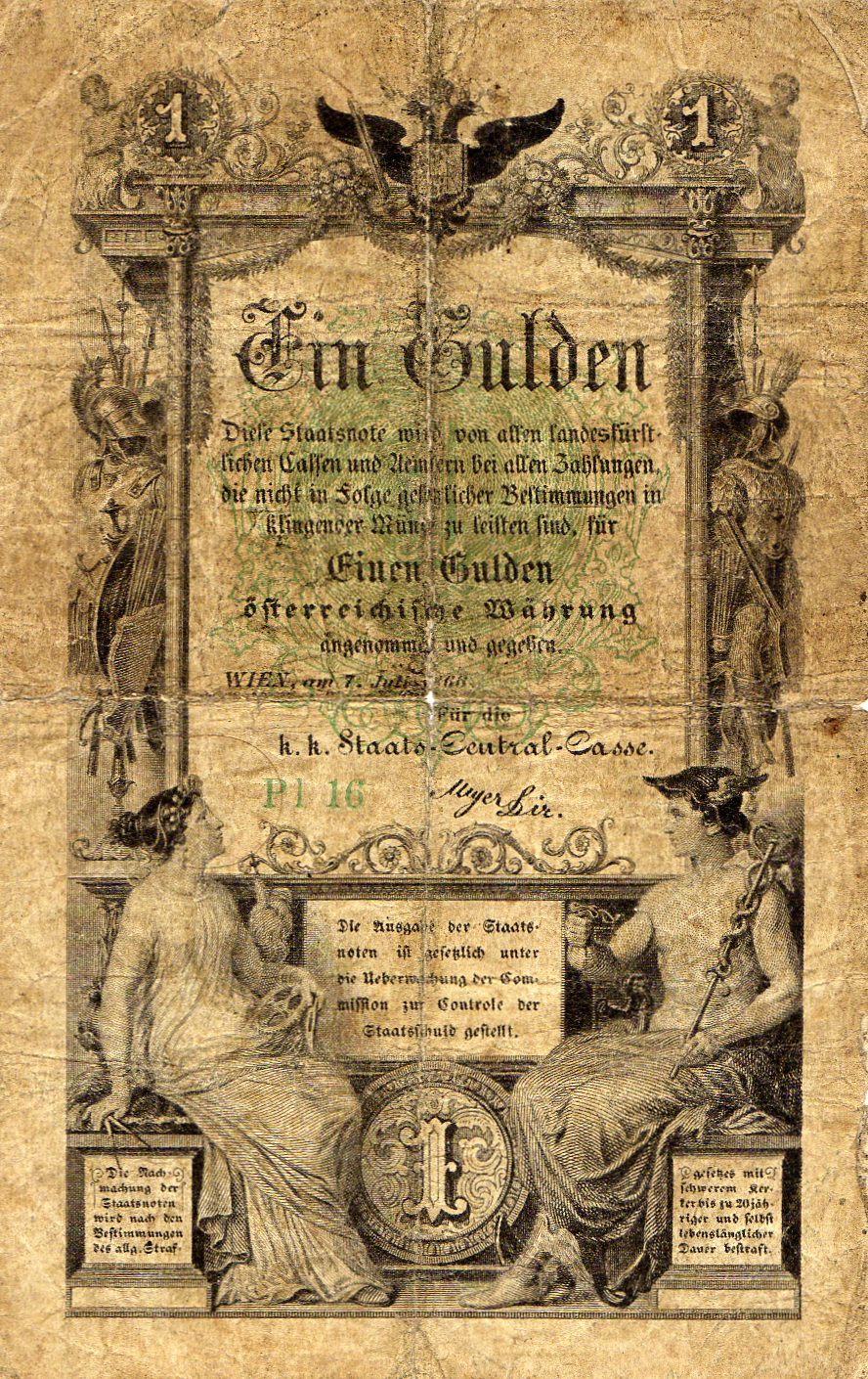
Rakouská jednozlatníková bankovka emise z 1. června 1868

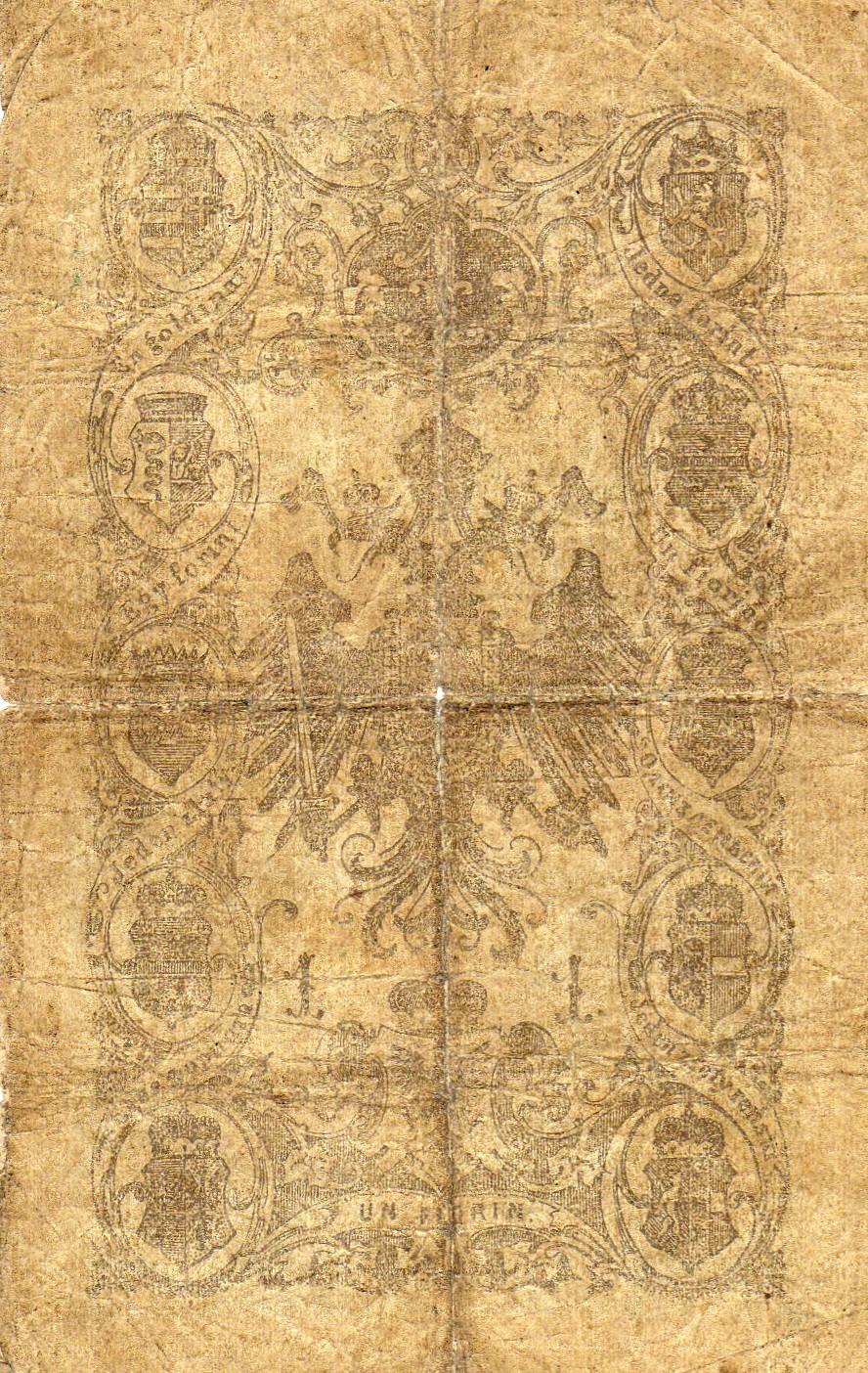
Rakouská jednozlatníková bankovka emise z 1. června 1868

Bankovka neboli cenný papír s určitou peněžní částkou je bezúročný platební prostředek, vydávaný centrální bankou. Bankovkami se zabývá sběratelský vědní obor označovaný jako notafilie.

## Historie
Bankovky se historicky vyvinuly z obchodních směnek. V případě předložení směnky byla původnímu majiteli vydána bankovka, kterou se banka zavazovala vyplatit při předložení určité množství zlata popřípadě určitou sumu. Před bankovkami byly v oběhu pouze peníze z drahých materiálů, které samy o sobě byly nositeli hodnoty – na rozdíl od bankovek – nezávisle na bance, státu či úřední moci. Nejčastější byly zlaté mince, jejich nevýhodou bylo to, že byly poměrně těžké a že se opotřebovávaly.
Roku 650 našeho letopočtu byly první papírové peníze vydány za císaře Kao Tsunga (Čína), ale za všeobecnou měnu jsou uznány až v 10. století. Marco Polo roku 1298 píše, že bankovky jsou v oběhu i v Persii a Japonsku.
Aby se nemusely vyměňovat pytlíky mincí, zavedli ve středověku evropští obchodníci takzvané úvěrové úpisy. Od 17. století vydávaly takové úpisy přímo banky. V té době kovová platidla nestačila pokrývat prudký růst objemu transakcí v obchodním styku.
Začaly se používat směnky jakožto cenné papíry, ve kterých se jejich vydavatel zavazuje vyplatit držiteli určitou částku. Se směnkami se tak začalo obchodovat. Směnky měly v praxi několik nevýhod – byly vždy vypsány na pevnou částku a jejich reálná hodnota závisela na platební morálce konkrétního vydavatele (emitenta).
Banky proto začaly směnky vykupovat a vyměňovat je za směnky vlastní – bankovky. Ty mohly být kryty vykoupenými směnkami nebo zlatem. Vzhledem k problémům s tímto systémem byl vytvořen monopol na vydávání bankovek, který byl svěřen centrální bance. V České republice tak smí bankovky vydávat pouze Česká národní banka. Protože je to dáno zákonem, patří bankovky ČNB (koruny české) mezi měny s nuceným oběhem.
První bankovky na území rakouské monarchie se začaly vydávat na konci vlády Marie Terezie. Poukazy začala emitovat Vídeňská centrální banka, proto se začaly nazývat „Banco-zettel“, doslova „bankovní lístek“. Počeštěním vznikl název „bankocetle“ a pro bankovky obecně název „banknóty“.
První oficiální „bankovka“, vydaná na státní náklady byla vydána v emisi k 1. lednu 1800.[zdroj?] Lidé však tehdy k novým kreditním, a tím pádem nehodnotným penězům neměli důvěru.
Z hlediska historie je velký rozdíl v používání bankovek v jednotlivých státech, respektive kontinentech. Pokud  první bankovky Ekvádoru jsou datovány rokem 1886, pak u jiných států se první bankovky používaly výrazně později: například africké Lesotho mělo své první bankovky až v roce 1979.[zdroj?] Tento výrazný časový rozdíl je vázán v případě Afriky na ukončení kolonizace v letech 1961–1964, u některých států i později.    

## Krytí bankovek
Bankovky některých měn byly v minulosti kryty různými komoditami; z nich časem převládlo zlato a stříbro. Vzájemný měnový konverzní poměr se odvozoval právě od množství zlatého obsahu. Takto kryté bankovky bylo možno kdykoliv po předložení směnit za komoditu, která měnu kryla. Toto komoditní krytí měny tvořilo rovnovážnou měnovou soustavu, za kterou ručili emitenti bankovek.
Dnešní bankovky (až na výjimky) již nejsou kryty drahými kovy. Pro mnohdy zadlužené státy by toto počínání bylo nevýhodné.
Z bankovek dodnes krytých stříbrem a zlatem lze dodnes v oběhu najít dolary Spojených států amerických se žlutou a modrou pečetí. Ty byly vydávány hlavně ve 20. a 30. letech 20. století v emisích Silver Certificate (s modrou pečetí pro bankovky kryté stříbrem ) a Yellow Seal (se žlutou pečetí pro bankovky kryté zlatem ). Dnešní dolary mají pečeť zelenou, což znamená, že nejsou kryty, tudíž jsou kreditními bankovkami.

## Ochranné prvky bankovek
Na bankovkách se používá řada technických prvků, které mají zabránit jejich padělání.
- Prvky odvozené od materiálu platidla specifického složení: papír, plast, konfety, barevná vlákna, fluorescentní vlákna, zapracovaný ochranný proužek a vodotisk.
- Prvky odvozené od specifických vlastností tisku: soutisk, fluorescentní tisk, tisk metalickými barvami, hlubotiskový sklopný efekt-3D tisk.
- Ostatní prvky: hologram, kinegram, číslování bankovek, EURion konstelace.

Anatomie a identit bankovek: jedná se o velice podrobný popis bankovek; anatomie bankovek vysvětluje základní součásti bankovek, identit pak specifické součásti bankovek